# بيرند هولسنباين
برند هولزينبين (بالألمانية: Bernd Hölzenbein) (9 مارس 1946 - 15 أبريل 2024)، هو لاعب كرة قدم ألماني غربي.
بدأ مسيرته الكروية في سنة 1967 مع نادي إنتراخت فرانكفورت الألماني، ولعب معهم حتى سنة 1981، وقد شارك في تلك الفترة في 420 مباراة وسجل 160 هدف، وفي سنة 1981 انتقل إلى نادي فورت لاودردال سترايكرز، ولعب معهم حتى سنة 1983، ثم انتقل إلى نادي ممفيس أمريكانز، وبعدها انتقل إلى نادي بالتيمور بلاست، ولعب معهم حتى سنة 1986، وفي سنة 1986 انتقل إلى نادي سالمروهر، وفي موسم 1986/1987 انتقل إلى نادي رهين ماين واعتزل معهم كرة القدم.
وقد لعب مع منتخب ألمانيا الغربية لكرة القدم 40 مباراة وسجل 5 أهداف، توج مع منتخب ألمانيا الغربية بكأس العالم عام 1974 وهو الذي سجل الهدف في المباراة النهائية.

## روابط خارجية
- بيرند هولسنباين على موقع الاتحاد الدولي (مؤرشف)  (الإنجليزية)
- بيرند هولسنباين على موقع الاتحاد الأوربي (الإنجليزية)
- بيرند هولسنباين على موقع قاعدة بيانات كرة القدم.إي يو (الإنجليزية)
- بيرند هولسنباين على موقع بيانات كرة القدم. دي إي (الألمانية)
- بيرند هولسنباين على موقع ناشيونال فوتبول تيمز (الإنجليزية)
- بيرند هولسنباين على موقع عالم كرة القدم.نت (الإنجليزية)